# Koniotomie
Koniotomie je jedním ze život zachraňujících zákroků. V podstatě jde o známější tracheotomii, od níž se odlišuje pouze místem řezu. Využívá se v případě neprůchodnosti horních cest dýchacích a hrtanu (způsobené např. zduřením hlasových vazů či cizím tělesem). Výkon se provádí při zakloněné hlavě, ve střední čáře mezi štítnou a prstencovou chrupavkou (nutno nahmatat). V cestě řezu nejsou žádné důležité útvary. Pouze ve výjimečných případech může před výše zmíněné chrupavky zasahovat část štítné žlázy, kterou je nutno odsunout.